# Indeks seksualnog zadovoljstva kod žena
Indeks seksualnog zadovoljstva kod žena (engl. Female Sexual Function Index - FSFI) je upitnik od 19 pitanja, razvijen kao kratak, multidimenzionalni instrument za procenu ključne dimenzije seksualnog funkcionisanja kod žena.

## Karakteristike upitnika
FSFI ne samo da je psihometrijski tačan i lak za primenu, več se pokazao i kao pouzdan da pravi razliku između kliničkih i nekliničkih populacija. Dizajniran  je i potvrđen kao instrument za procenu seksualne funkcije kod žena i kvalitet života u kliničkim ispitivanjima ili epidemiološkim studijama.
Pitanja su podeljena u šest celina vezanih za seksualnufunkciju žena:
1. seksualna želja,
2. uzbuđenje,
3. lubrikacija,
4. orgazam,
5. zadovoljstvo
6. bol prilikom seksualnog odnosa

## Period posmatranja i priprema ispitanica
Period posmatranja se odnosi na poslednje četiri nedelje od datuma popunjavanja upitnika, a pacijentima je objašnjeno da obeleže samo jednu tvrdnju koja se najviše odnosi na njih u posmatranom periodu.
Na početku samog upitnika, ispitanicama su objašnjeni pojmovi; seksualne aktivnosti, seksualne stimulacije i seksualnog odnosa.

## Rezultati
Domen 0
Domeni kod kojih postoji vrednost 0 u ponuđenim odgovorima označavaju da žena nema seksualne odnose tako da u njima minimalni rezultat kada se pomnoži sa faktorom težine, koji je za svaki domen unapred određenprema tablici, može iznositi 0. 
Domen 1-5
U ostalim domenima najmanja vrednost je 1, a najveća vrednost 5. 
Ukupni rezultati
Minimalni ukupni rezultat koji se može dobiti je 2, a maksimalni 36. Za graničnu vrednost kod bioloških žena je uzeta 26,55, a vrednosti koje se nalaze ispod nje, ukazuju da kod ispitivane osobe postoji određeni stepen seksualne disfunkcije.

## Literatura
- American Psychiatric Association. (2000). Diagnostic and statistical manual of mental disorders (4th ed., text revision). Washington, DC: Author.
- Association of Reproductive Health Professionals. (2005). Women’s sexual health in midlife and beyond. Association of Reproductive Health Professionals Clinical
- Proceedings. Washington, DC: Association of Reproductive Health Professionals.
- Basson, R., Berman, J., Burnett, A., Degrogatis, L., Ferguson, D., Foucroy, J., Goldstein, I., Graziottin, A., Heiman, J., Laan, E., Leiblum, S., Padma-Nathan,
- H., Rosen, R., Segraves, K., Segraves, R. T., Shabsigh, R., Sipski, M., Wagner, G., & Whipple, B. (2000). „Report of the international consensus development conference on female sexual dysfunction: Definitions and classifications”. Journal of Urology. 163., 888–893.
- Basson, R. (2001a) Human sex-response cycles. Journal of Sex & Marital Therapy, 27, 33–43.
- Basson R. (2001b). Female sexual response: The role of drugs in the management of sexual dysfunction. Obstetrics and Gynecology, 98, 350–353.
- Basson, R., Leiblum, S., Brotto, L., Derogatis, L., Fourcroy, J., Fugl-Meyer, K., et al. (2004). Revised definitions of women’s sexual dysfunction . Journal of Sexual Medicine, 1 (1), 40–48.
- Basson, R. (2006). „Sexual desire and arousal disorders in women”. New England Journal of Medicine. 354., 1497–1505.
- Kaplan, H. S. (1979). Disorders of sexual desire. New York: Brunner/Mazel.
- Masters, W. H., & Johnson, V. E. (1966). Human sexual response. Boston: Little, Brown & Co.
- Sugrue, D. P., & Whipple, B. (2001). The consensus-based classification of female sexual dysfunction: Barriers to universal acceptance. Journal of Sex & Marital Therapy, 27, 221–226.
- Tiefer, L. (1988). A feminist critique of the sexual dysfunction nomenclature. Women and Therapy, 7, 5–21.
- Whipple, B. (2002). Women’s sexual pleasure and satisfaction: A new view of female sexual function. The Female Patient (Primary Care Edition), 27 (8), 39–44; and (OB/GYN Edition) 2, (8), 44–47.
- Whipple, B., & Brash-McGreer, K. (1997). Management of female sexual dysfunction. In M. L. Sipski & C. Alexander (Eds.), Sexual function in people with disability and chronic illness: A health professional’s guide (pp. 511–536). Gaithersburg, MD: Aspen Publishers.
- World Health Organization. (1992). ICD 10: International statistical classification of disease and related health problems. Geneva: World Health Organization.

## Spoljašnje veze
- The Female Sex ual Function Index (FSFI): A Multidimensional Self-Report Instrument for the Assessment of Fem ale Sex ual Function Архивирано на веб-сајту  (9. август 2017)